# بايرن ميونخ موسم 2003–04
كان موسم 2003–04 الموسم الـ105 في تاريخ نادي بايرن ميونخ والموسم الـ39 له تواليًا في الدرجة الأولى من الدوري الألماني. كانت خيبة الأمل الأكبر هي الخسارة 3–1 على أرضنا أمام حامل اللقب فيردر بريمن في نهاية الموسم، بعد أن كنا متأخرين بثلاثة أهداف بعد 35 دقيقة فقط. سجل الوافد الجديد روي ماكاي 23 هدفا في الدوري، وتأقلم بسلاسة مع الدوري الألماني، لكن الأداء الدفاعي لم يكن جيدا بما يكفي للتغلب على فيردر بريمن في نهاية الموسم.